# Demodex neomydis

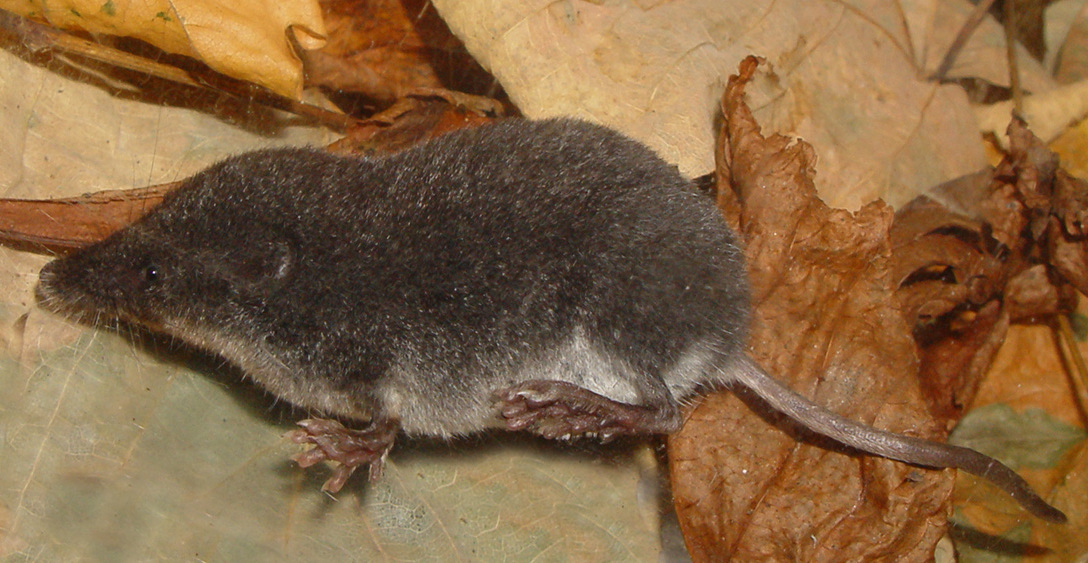
Rzęsorek mniejszy, jedyny żywiciel A. cornutus

Demodex neomydis – gatunek roztocza z rodziny nużeńcowatych. Jego jedynym znanym żywicielem jest rzęsorek mniejszy.

## Morfologia i rozwój

### Osobniki dorosłe
Samce osiągają od 150 do 186 μm długości i od 56 do 67 μm szerokości, a samice od 163 do 183 μm długości i od 49 do 64 μm szerokości ciała. Zarys ciała jest dość krótki i szeroki, jak na przedstawiciela rodziny.
Szersza niż dłuższa, trapezowata gnatosoma ma proste, lekko ku tępym szczytom rozszerzone, skierowane grzbietowo-środkowo kolce nadbiodrowe. Nogogłaszczki budują dwa człony ruchome, z których pierwszy ma zaokrągloną nabrzmiałość po stronie grzbietowej, łukowatą listewkę przednio-grzbietową i zakrzywiony rożek boczny, a drugi wieńczą dwa kolce silne i dwuwierzchołkowe oraz jeden kolec drobny i pojedynczy. Szczecinki subgnatosomalne leżą z przodu nabrzmiałości gardzieli.
Podosoma ma zarys o falistych bokach, najszerszy na wysokości trzeciej pary odnóży. Grzbiet podosomy z przodu nawisa nad nasadą gnatosomy w postaci dwóch pomarszczonych płatów, a nad pierwszą parą odnóży formuje parę półkowatych blaszek, przedłużonych ku tyłowi. Nad odnóżami czwartej pary leży para okrągłych guzków grzbietowych, a u samca ponadto jeszcze jedna ich para bardziej z przodu. Na spodzie podosomy leżą cztery pary płytek epimeralnych, z których te trzech pierwszych par są pośrodkowo odseparowane, zaś pary ostatniej zlewają się z wyjątkiem części przedniej. Występują cztery pary odnóży o drugim członie ruchomym zaopatrzonym w silną ostrogę brzuszno-proksymalną, a członie ostatnim wyposażonym w dwa okrągłe wyrostki i dwa silne pazurki, każdy z długą ostrogą i bocznym kilem w połowie trzonka oraz dwoma wierzchołkami na szczycie. Odnóża pary pierwszej i drugiej mają na członach ostatnich solenidion umieszczony grzbietowo. U samca na wierzchu podosomy znajduje się, umieszczony na wysokości drugiej pary odnóży, szczeliniasty otwór płciowy oraz silny, zakrzywiony, długi na od 22 do 31 μm edeagus.
Opistosoma jest węższa od podosomy, poprzecznie rowkowana, prawie rurkowata, na końcu szeroko zaokrąglona. Narząd opistosomalny u samca ma postać ośmiu położonych śródbrzusznie porów, każdy prowadzący do bardzo wąskiej inwaginacji biegnącej przednio-grzbietowo i zwieńczonej maczugowato. U samicy narząd ten jest pojedynczy, o formie poru z błoniastą, woreczkowatą inwaginacją.

### Stadia rozwojowe
Jaja są podługowato-owalne do bananowatych, długości od 71 do 91 μm i szerokości od 15 do 24 μm pozbawione wieczka, ale z przejrzystymi czapeczkami na obu biegunach.
Larwy ciało długości od 49 do 75 μm i szerokości od 31 do 51 μm, po wykluciu smukłe, ale po odżywieniu nabrzmiałe, szeroko-owalne do prawie kulistego. Wystająca gnatosoma ma sterczące szczękoczułki, drobne i kikutowante kolce nadbiodrowe, a na nieczłonowanych nogogłaszczkach silny, umieszczony przedwierzchołkowo kolec z czterema czubkami. Brak jest odnóży i tarczek brzusznych na spodzie podosomy.
Protonimfy mają ciało długości od 68 do 102 μm i szerokości od 50 do 78 μm, podobnego do larw kształtu, ale z mniej rzucającą się w oczy gnatosomą. Brak jest tarczek brzusznych na spodzie podosomy, natomiast występują trzy pary nieczłonowanych odnóży zwieńczonych dwoma drobnymi pazurkami, z których grzbietowy jest mniejszy i jedno- lub dwuwierzchołkowy, a brzuszny większy i czwórwierzchołkowy.
Nimfy mają ciało długości od 80 do 186 μm i szerokości od 64 do 115 μm, kształtem nie odbiegające od stadiów wcześniejszych, ale o odgiętej dogrzbietowo gnatosomie. Nogogłaszczki ich są dwuczłonowe, zaopatrzone w czwórwierzchołkowy kolec przedszczytowo-boczny i jednowierzchołkowy, silny kolec szczytowy. Brak jest tarczek brzusznych na spodzie podosomy, natomiast występują już cztery pary odnóży, każde z poprzeczną bruzdą i parą czwórwierzchołkowych pazurków.

## Ekologia i występowanie
Roztocz ten jest monoksenicznym komensalem lub pasożytem rzęsorka mniejszego. Bytuje w mieszkach włosowych na skórze gospodarza. Na rzęsorku tym żyje również Apodemodex cornutus.
Gatunek podawany z Czech.